# Hechtingstypen van kinderen
Hechtingstypen van kinderen zijn aanpassingen van het kind aan zijn omgeving. Mary Ainsworth, een studente van John Bowlby, ontwikkelde de vreemdesituatietest waarmee drie hechtingstypen kunnen worden onderscheiden. In 1990 is een vierde categorie geclassificeerd.
Zij beschreef in haar eerste onderzoek (1970) drie categorieën, die zij A: onveilig-vermijdend, B: veilig en C: onveilig-afwerend noemde. In 1990 is een vierde categorie (D: gedesorganiseerd) geclassificeerd door Mary Main en Judith Solomon. De hechtingstypen zijn geen van alle stoornissen, het zijn ideale aanpassingen van het kind aan zijn omgeving, niet te verwarren met de medisch erkende en in de DSM-5 beschreven reactieve hechtingsstoornis. Ook de psychologische koepelterm hechtingsstoornis moet niet verward worden met reactieve hechtingsstoornis.

## Hechtingstypen

### A. Onveilig - Vermijdend gehechte kinderen (ongeveer 20%)
Deze kinderen exploreren heel veel. Bij vertrek of terugkomst van de ouder reageren ze nauwelijks en gaan door met hun spel, wat van matige kwaliteit, oppervlakkig en vluchtig is. Ze negeren of vermijden de ouder. Deze kinderen worden vaak door hun omgeving als zeer (prematuur) zelfstandig gezien. Complimenten zoals "Kijk, wat kan hij toch goed zelf spelen", worden dan ook wel gegeven. Ondanks de uiterlijke onbewogenheid van deze kinderen blijkt de situatie voor hen ook stressvol te zijn. Dit is te zien aan de fysiologische effecten zoals een verhoogd cortisolgehalte. De interactiegeschiedenis van deze kinderen is er een van afwijzing en het genegeerd worden door de ouder. Ouders van deze kinderen zijn consequent insensitief, vaak afwijzend, hebben een afkeer voor fysiek contact, zijn zakelijk en snel geïrriteerd door huilen of ander weigerachtig gedrag van kind. De strategie van het kind is dat hij geen beroep meer doet op ouders uit angst voor afwijzing. Het kind heeft zijn gehechtheidsgedrag geminimaliseerd.

### B. Veilig gehechte kinderen (ongeveer 60 tot 70%)
Deze kinderen vertonen een evenwichtige balans tussen exploratie en hechtingsgedrag. Ze  exploreren gemakkelijk bij aanwezigheid van de ouder en kunnen angstig reageren bij afwezigheid. Bij terugkomst van de ouder zoekt het kind toenadering, is het weer snel op zijn gemak en hervat hij vanuit zijn veilige basis zijn exploratiegedrag. Ouders van deze kinderen zijn sensitief, coöperatief en toegankelijk. De interactiegeschiedenis is er een van affectieve afstemming van en met de ouder, “feeling felt”.

### C. Onveilig - Afwerend (ambivalent) gehechte kinderen (ongeveer 10%)
Deze kinderen vertonen veel hechtingsgedrag en weinig exploratie. Ze proberen constant nabij de ouder te zijn en reageren heftig op afwezigheid van de ouder. In de periode dat ze alleen zijn, zullen deze kinderen amper spelen of hun omgeving onderzoeken. Deze kinderen vertonen tweezijdig ambivalent gedrag. Aan de ene kant klampen ze zich vast aan hun ouder, maar aan de andere kant tonen ze hun woede en teleurstelling over het feit dat hun ouder is weggegaan door ook afwerend te reageren. De strategie die deze kinderen ontwikkeld hebben, is het maximaliseren van gehechtheidsgedrag, waarbij de boosheid de functie als straf voor de ouder heeft. De interactiegeschiedenis van deze kinderen is er een waarin de ouders inconsequent sensitief, soms grillig en onvoorspelbaar reageren en vaak onbereikbaar zijn op cruciale momenten.

### D. Onveilig - Gedesorganiseerd gehecht (ongeveer 5%)
Het lijkt alsof deze kinderen tegenstrijdige verwachtingen hebben over de beschikbaarheid van de opvoeder of bang zijn voor de opvoeder. Zij laten bijvoorbeeld tegenstrijdige gedragingen en emoties zien (bijvoorbeeld eerst huilen, maar opeens beginnen te lachen). Ook kan het zijn dat ze zich abnormaal bewegen, plotseling stilstaan, waarbij het lijkt dat ze zich niet meer kunnen bewegen (bevriezen of verstarren). Soms lijken zij in de war als de ouder terugkomt en toenadering zoekt. Zij slaan de handen voor de ogen of wiegen heen en weer of wenden het hoofd af terwijl zij naar de ouder lopen of kruipen. Het lijkt alsof de komst van de ouder de stress bij het kind eerder verhoogt dan verlaagt. De interactiegeschiedenis van deze kinderen is zeer onvoorspelbaar en incoherent geweest. Denk hierbij aan traumatische ervaringen, zoals mishandeling of aan onverwerkte trauma’s bij de ouder zelf. In de interactie tussen ouder en kind kan een onverwerkt trauma bij de ouder ervoor zorgen dat deze soms wegvalt, “dissociatief”, of dat de ouder het kind ineens laat schrikken.

## Temperament
Temperament speelt waarschijnlijk geen rol tussen de typen, maar wel binnen de verschillende typen.